# داونرز گرو (ایلینوی)
داونرز گرو (به انگلیسی: Downers Grove) یک منطقهٔ مسکونی در ایالات متحده آمریکا است که در شهرستان دوپیج، ایلینوی واقع شده‌است. داونرز گرو ۳۷٫۹۷ کیلومتر مربع مساحت و ۴۷٬۸۳۳ نفر جمعیت دارد و ۲۱۴٫۸۹ متر بالاتر از سطح دریا واقع شده‌است.